# Montfaucon JU
| JU ist das Kürzel für den Kanton Jura in der Schweiz. Es wird verwendet, um Verwechslungen mit anderen Einträgen des Namens Montfaucon zu vermeiden. |

Montfaucon ist eine politische Gemeinde im Distrikt Franches-Montagnes des Kantons Jura in der Schweiz. Der frühere deutsche Name Falkenberg wird heute nicht mehr verwendet.
Per 1. Januar 2009 hat die bisher selbständige Gemeinde Montfavergier mit Montfaucon fusioniert.

## Geographie
Montfaucon liegt auf 996 m ü. M., fünf Kilometer nordöstlich des Bezirkshauptorts Saignelégier (Luftlinie). Das Dorf erstreckt sich auf einem aussichtsreichen Kamm auf der Jurahochfläche der nordöstlichen Freiberge (französisch Franches-Montagnes), südlich des tief eingeschnittenen Tals des Doubs.
Die Fläche des 14,8 km² grossen Gemeindegebiets umfasst einen Abschnitt der leicht gewellten Hochfläche des Plateaujuras, auf der sich moorige, meist oberirdisch abflusslose Senken mit Kuppen aus Kalkstein abwechseln. Der nördliche Teil wird vom Bergkamm (bis 1031 m ü. M.) eingenommen, auf dem Montfaucon liegt. Östlich des Dorfes befindet sich die Senke Plain de Saigne, die ein Moor mit mehreren Moorseen enthält und nach Nordosten ins Einzugsgebiet des Baches Tabeillon übergeht, allerdings ohne oberirdisches Fliessgewässer. Nach Süden erstrecken sich ausgedehnte Juraweiden mit einzeln oder in Gruppen stehenden grossen Fichten, durchzogen von einigen Waldgebieten. Der höchste Punkt der Gemeinde wird nordöstlich des Bois de la Chaux mit 1040 m ü. M. erreicht. Von der Gemeindefläche entfielen 1997 4 % auf Siedlungen, 29 % auf Wald und Gehölze, 66 % auf Landwirtschaft, und etwas weniger als 1 % war unproduktives Land.
Zu Montfaucon gehören der Weiler Pré-Petitjean (928 m ü. M.) in der Senke südlich des Dorfes beim Bahnhof sowie weit über die Juraweiden verstreut zahlreiche Einzelhöfe. Nachbargemeinden von Montfaucon sind Le Bémont, Les Enfers, Soubey, Clos du Doubs, Saint-Brais, Lajoux und Les Genevez im Kanton Jura sowie Tramelan im Kanton Bern.

## Bevölkerung
Mit 566 Einwohnern (Stand 31. Dezember 2023) gehört Montfaucon zu den kleineren Gemeinden des Kantons Jura. Von den Bewohnern sind 91,8 % französischsprachig, 7,2 % deutschsprachig und 0,4 % spanischsprachig (Stand 2000). Die Bevölkerungszahl von Montfaucon belief sich 1850 auf 497 Einwohner, 1910 auf 654 Einwohner. Im Verlauf des 20. Jahrhunderts hat die Einwohnerzahl bis 1980 auf 439 Personen abgenommen. Seither wurde wieder ein leicht steigender Trend verzeichnet.

## Wirtschaft
Montfaucon ist ein noch vorwiegend landwirtschaftlich geprägtes Dorf mit Milchwirtschaft und Viehzucht. Weitere Arbeitsplätze gibt es in den Bereichen der Mechanik und Uhrenherstellung. 1968 wurde bei Montfaucon ein Feriendorf der Schweizer Reisekasse (Reka) erstellt, das der Region Freiberge zu einem wesentlichen touristischen Entwicklungsschub verhalf. Viele Erwerbstätige sind auch Wegpendler.

## Verkehr
Die Gemeinde liegt an der Hauptstrasse von Delémont nach La Chaux-de-Fonds, auf der auch die Buslinie von Glovelier nach Saignelégier verkehrt. Am 21. Mai 1904 wurde die Eisenbahnlinie der Régional Saignelégier–Glovelier, einer Vorgängerin der Chemins de fer du Jura, mit einem Bahnhof im Weiler Pré-Petitjean eröffnet. Er liegt rund 1 km von Montfaucon entfernt.

## Geschichte

Luftbild (1955)

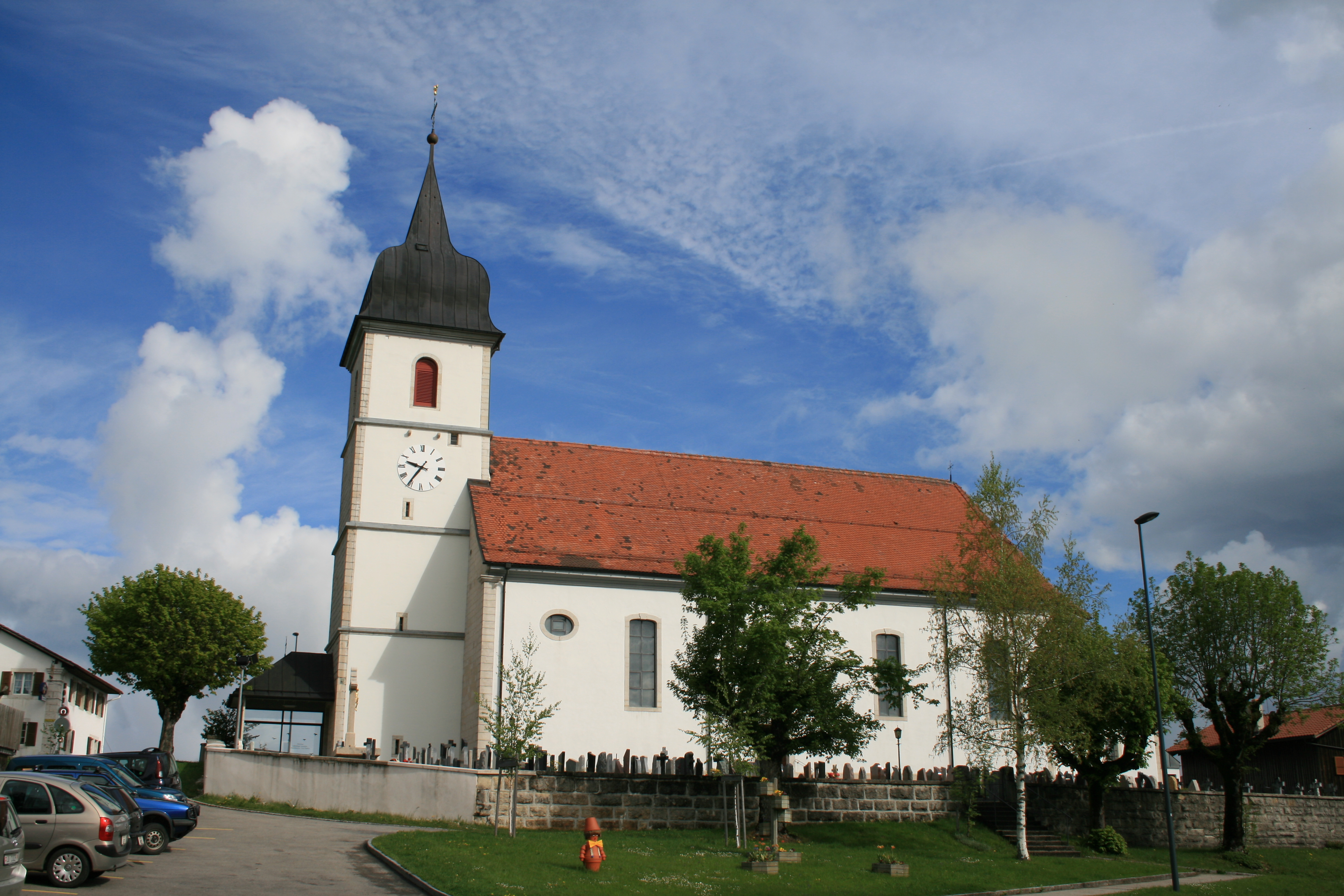
Kirche Saint-Jean Baptiste

Seine erste Erwähnung findet das Dorf 1139 in einer Urkunde von Papst Innozenz II. als Mons Falconis. Es gehörte zur Herrschaft Freiberge, die dem Fürstbistum Basel unterstand. Von 1793 bis 1815 gehörte Montfaucon zu Frankreich und war anfangs Teil des Département du Mont-Terrible, ab 1800 mit dem Département Haut-Rhin verbunden. Durch den Entscheid des Wiener Kongresses kam der Ort 1815 an den Kanton Bern und am 1. Januar 1979 an den neugegründeten Kanton Jura. Nachdem die Stimmberechtigten von Montfaucon am 11. Juni 2007 und jene von Montfavergier am 12. Juni 2007 eine Fusion der beiden Gemeinden gutgeheissen hatten, wurde Montfavergier mit Wirkung zum 1. Januar 2009 nach Montfaucon eingemeindet.

## Sehenswürdigkeiten
Der Neubau der Pfarrkirche Saint-Jean Baptiste wurde 1831 im Stil des Neoklassizismus begonnen, der Turm besitzt eine byzantinische Kuppel. In Montfaucon stand die erste Kirche der Freiberge. Die ganze Region bis nach Les Bois gehörte bis Ende des 15. Jahrhunderts zur Mutterpfarrei Montfaucon. Durch den Bau neuer Kirchen in den einzelnen Dörfern wurde das Einzugsgebiet danach zusehends kleiner. In Montfaucon sowie in den Weilern gibt es charakteristische Bauernhäuser des 18. und 19. Jahrhunderts mit weissgetünchten Fassaden und den typischen, weit ausladenden Dächern.

## Bilder

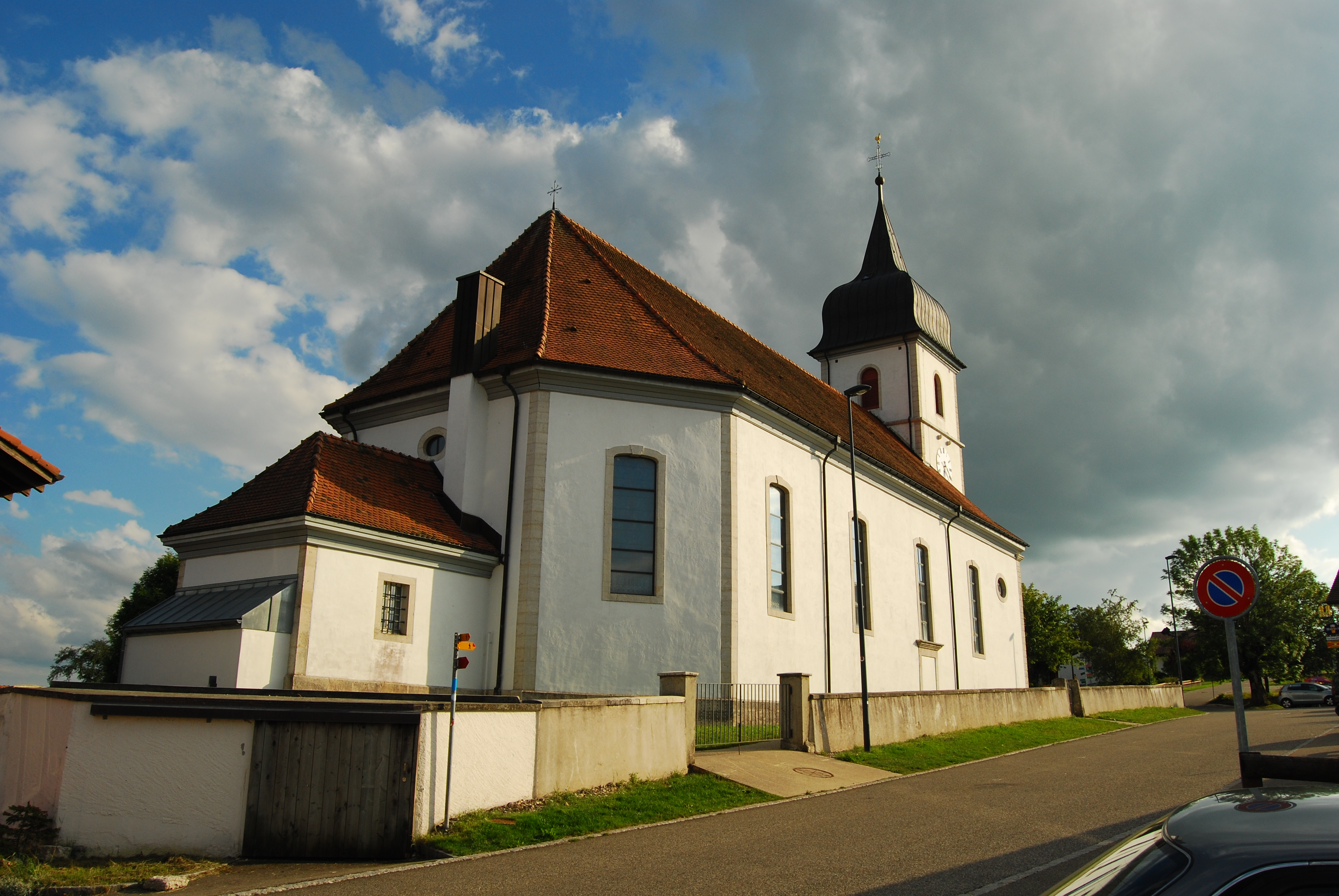
Pfarrkirche Saint-Baptiste
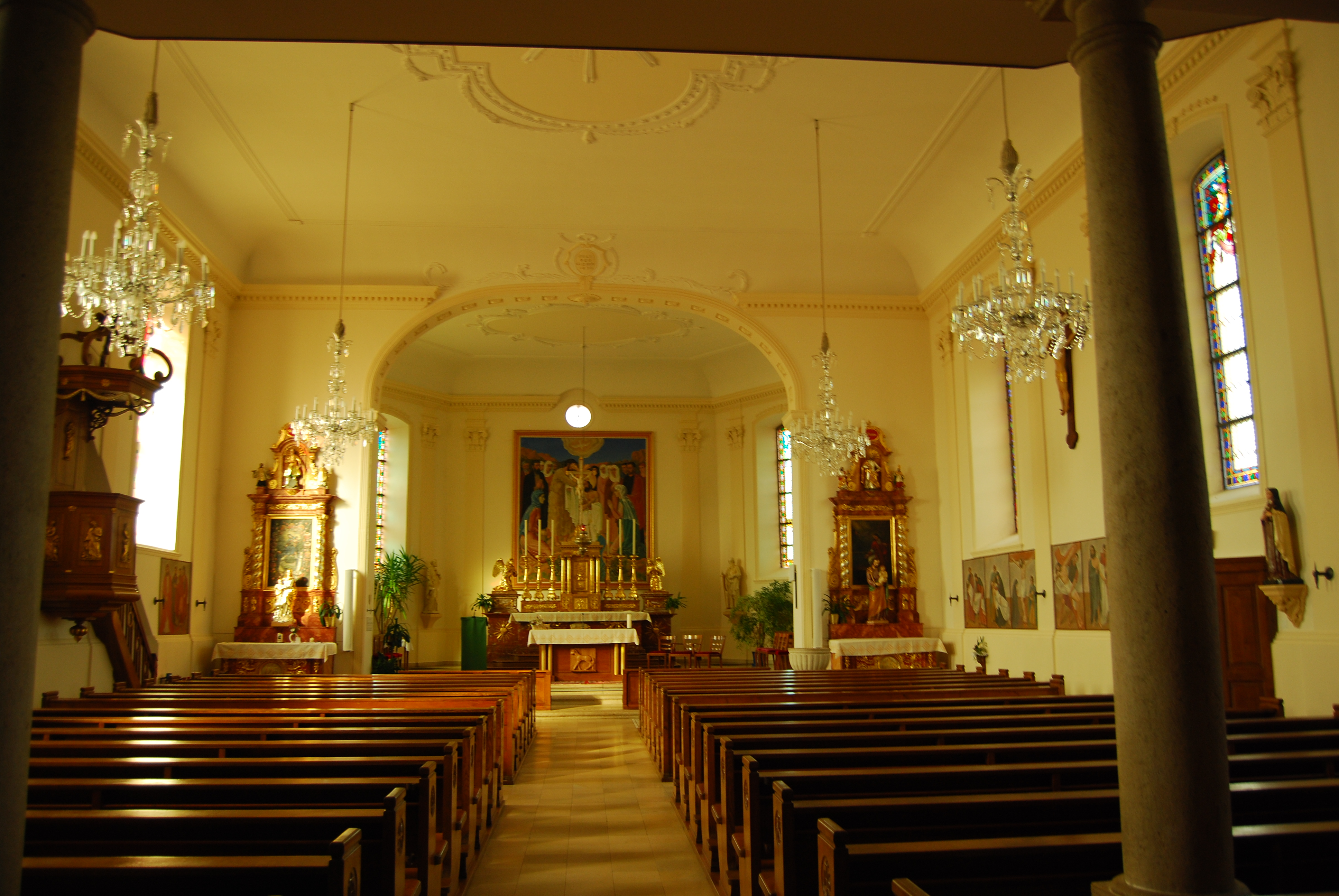
Innenansicht der Kirche
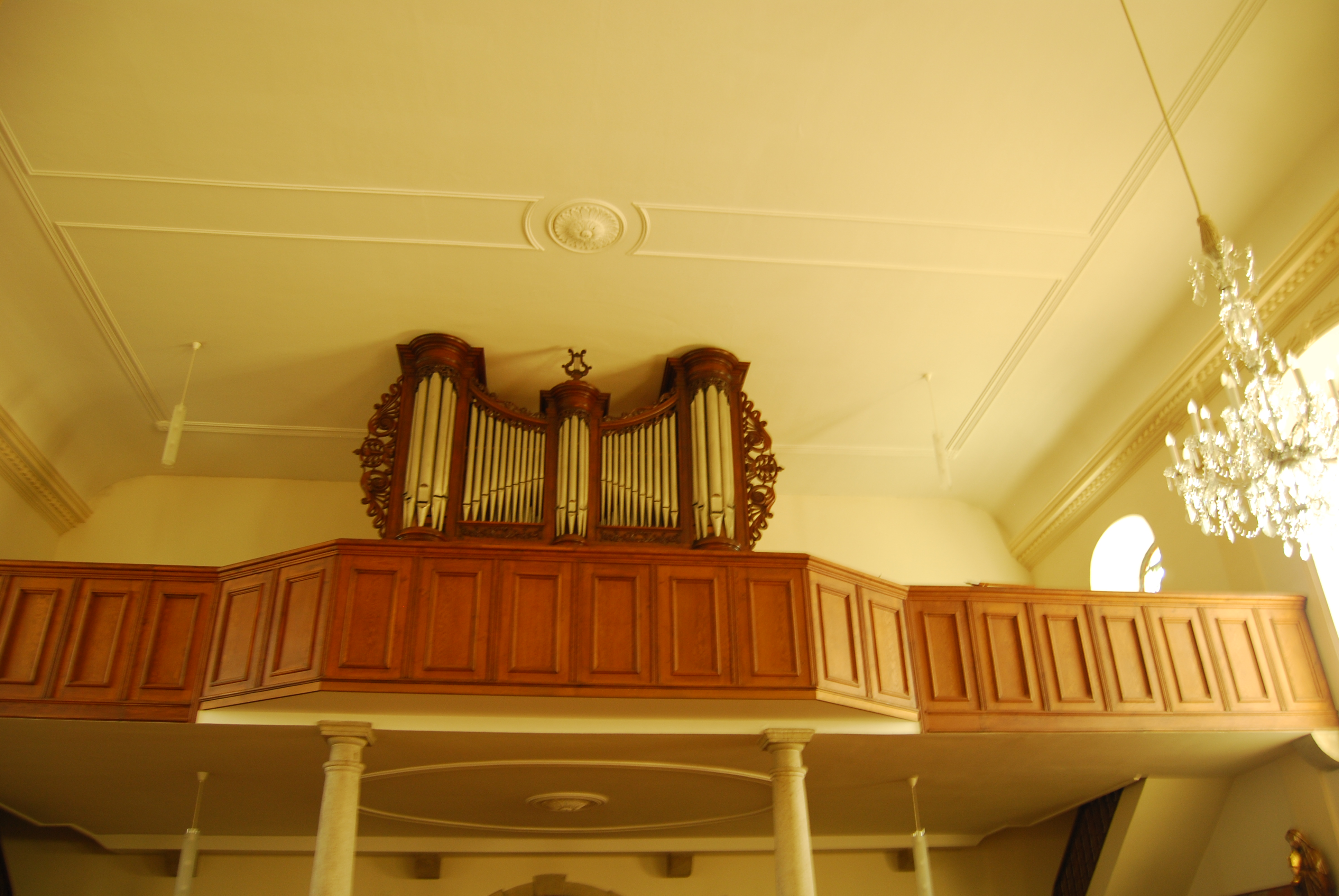
Orgel
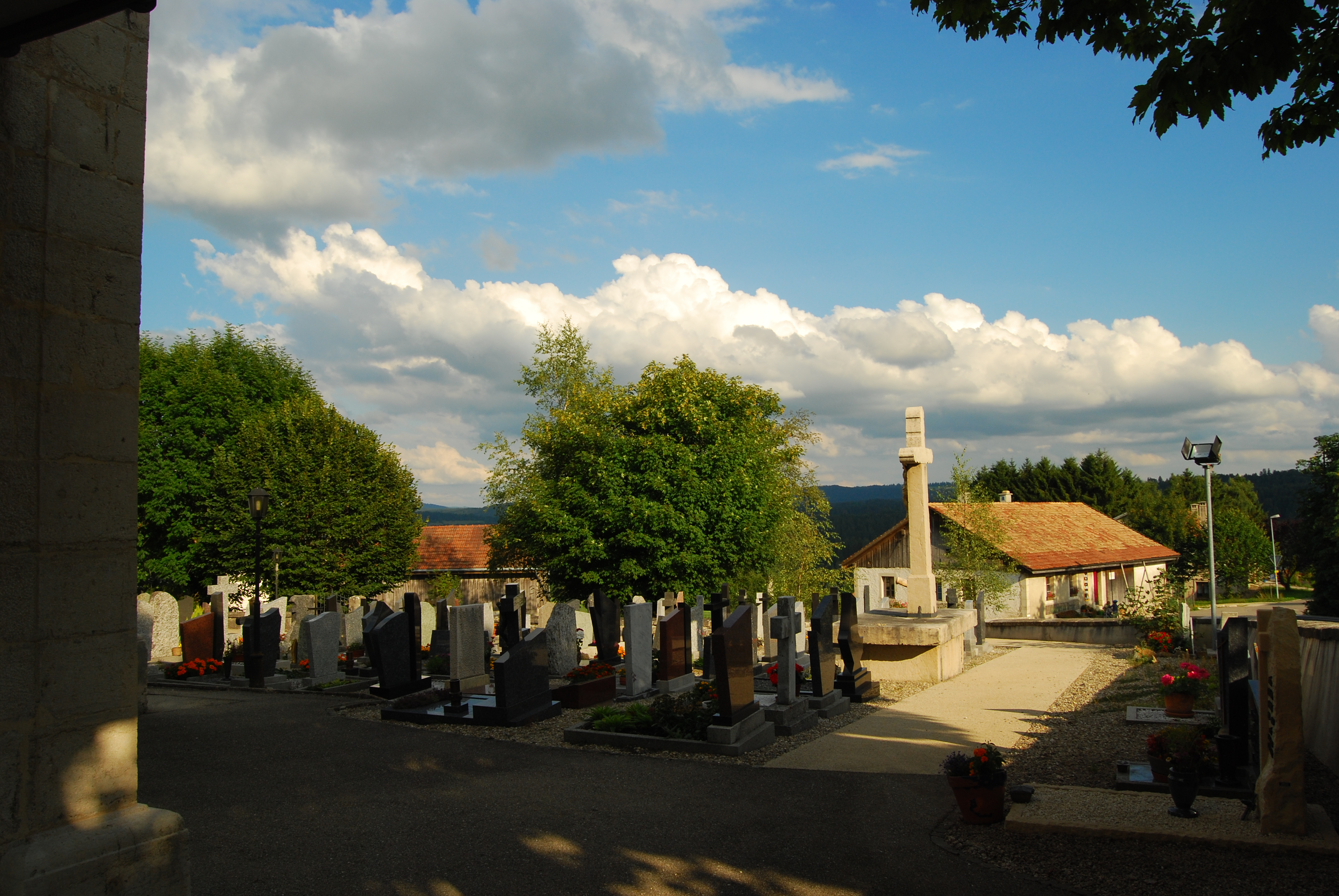
Friedhof
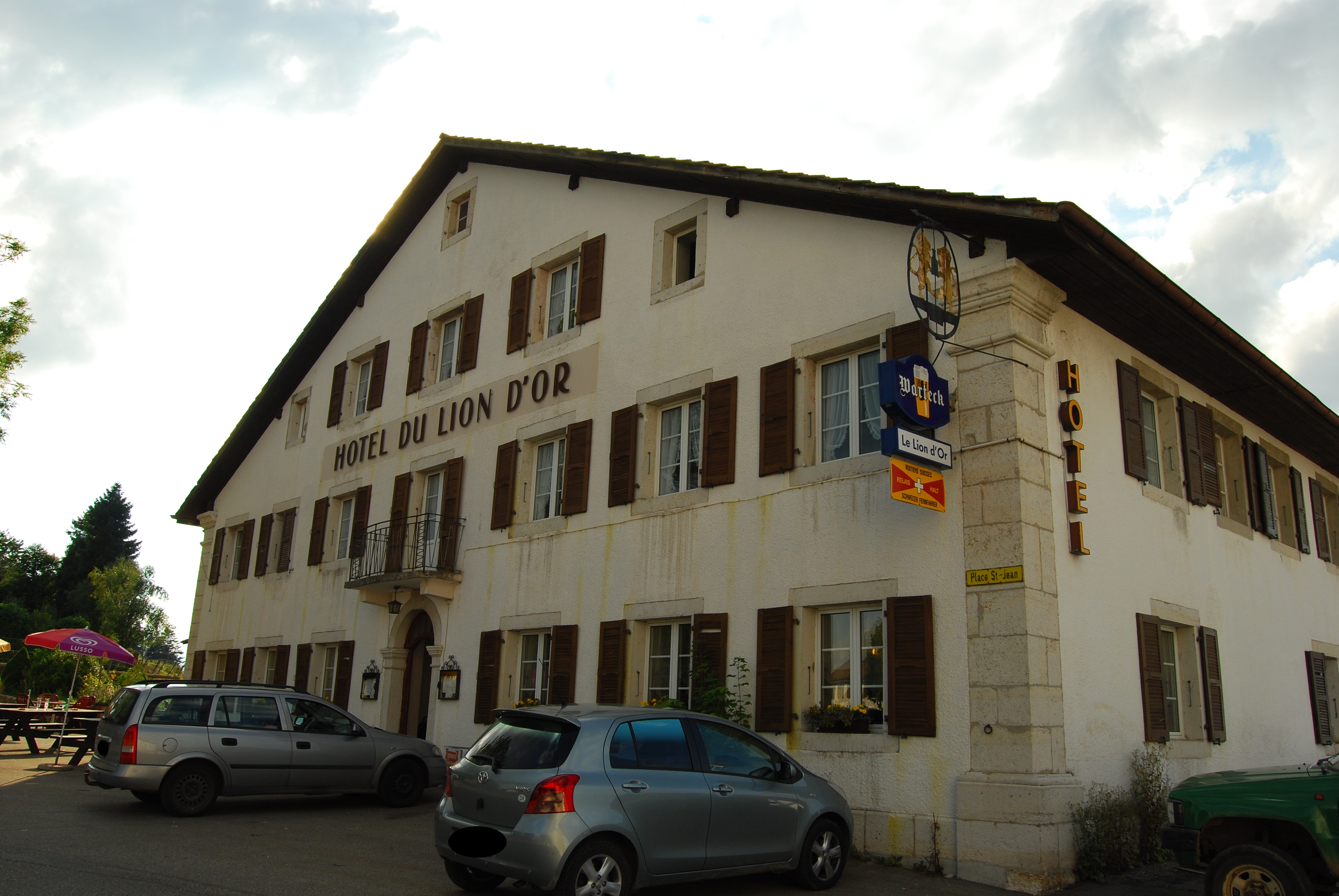
Hotel du Lion d’Or
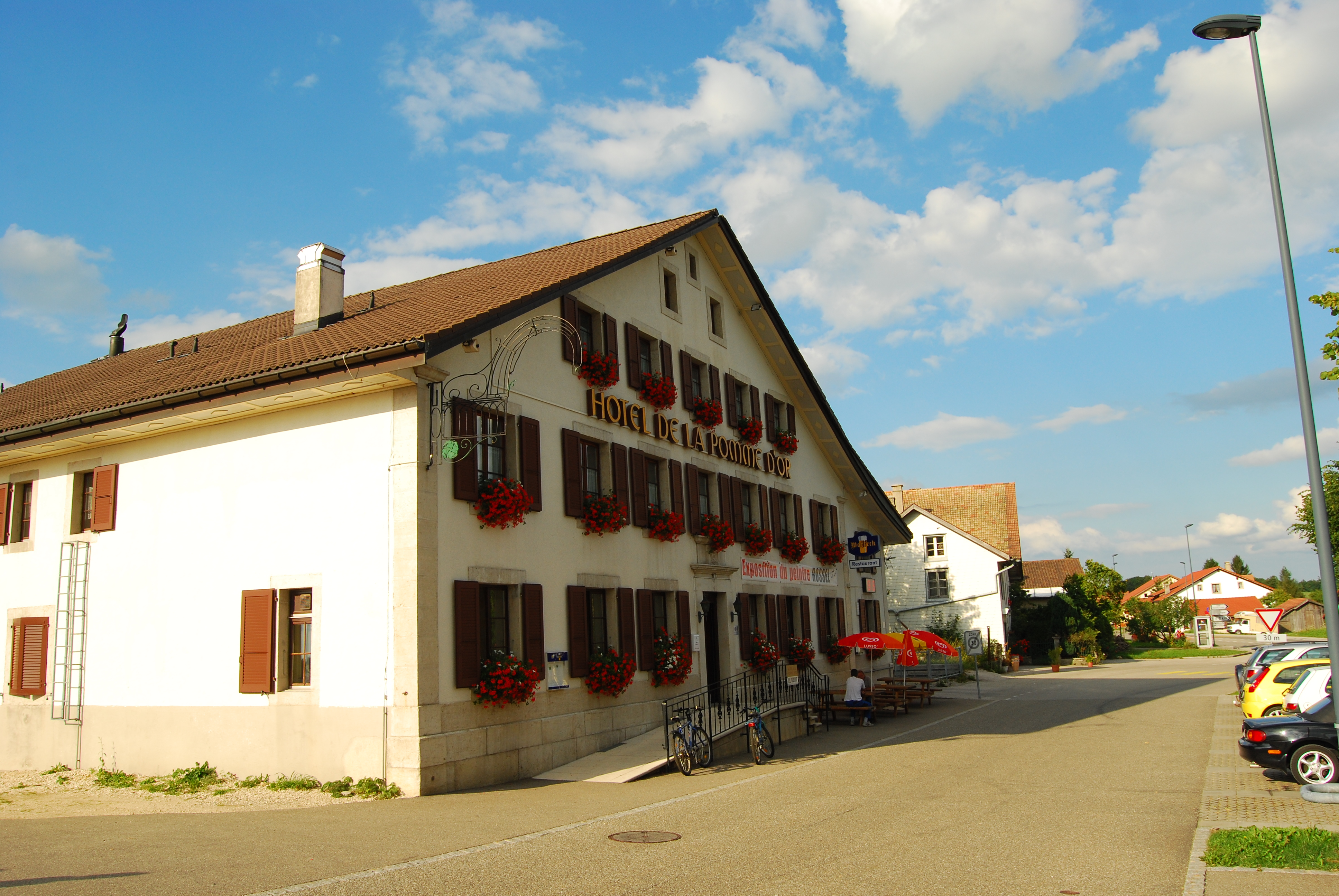
Hotel de la Pomme d’Or
Bahnhof Pré-Petitjean
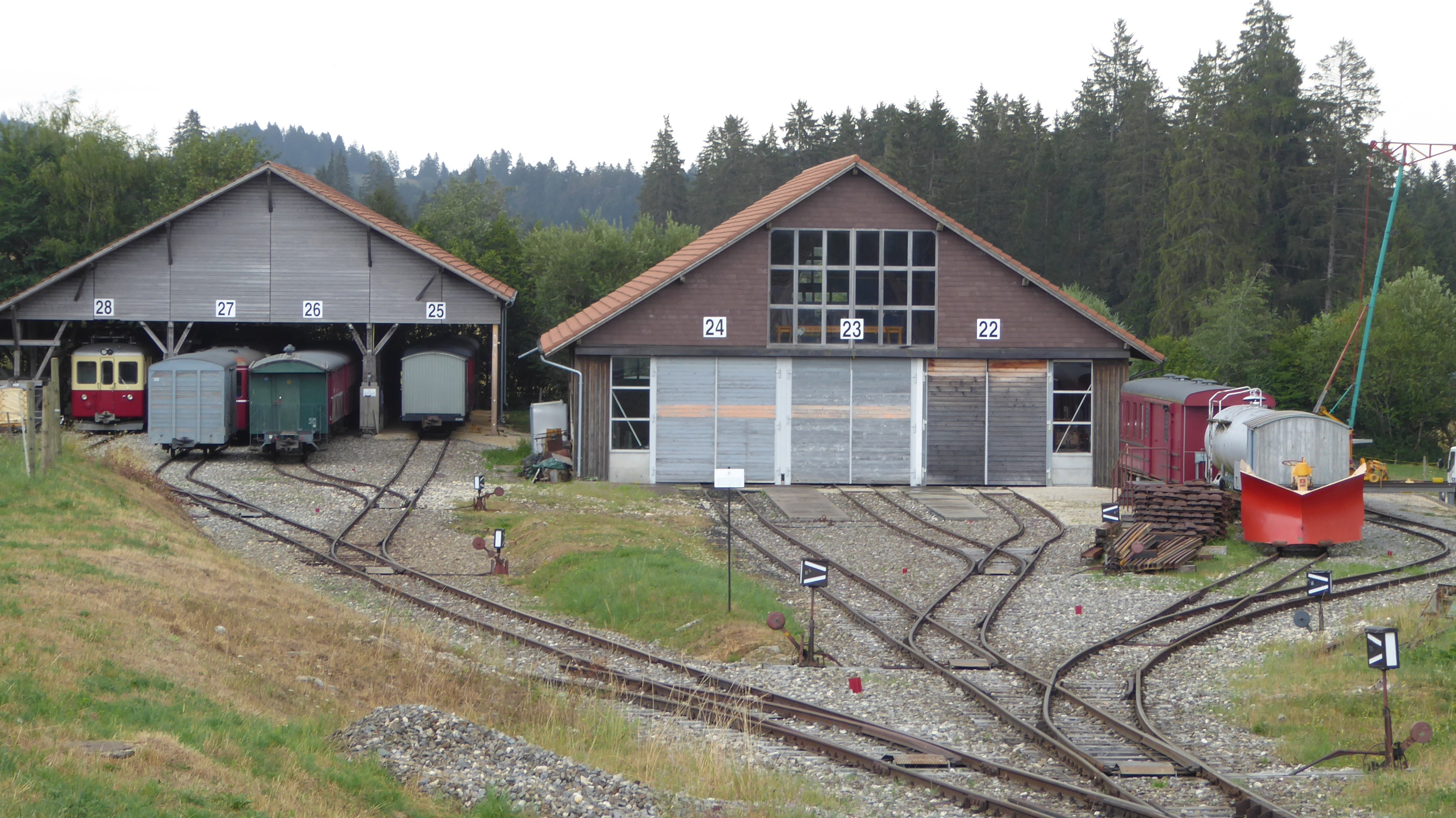
Depot des historischen Eisenbahnvereins La Traction in Pré-Petitjean
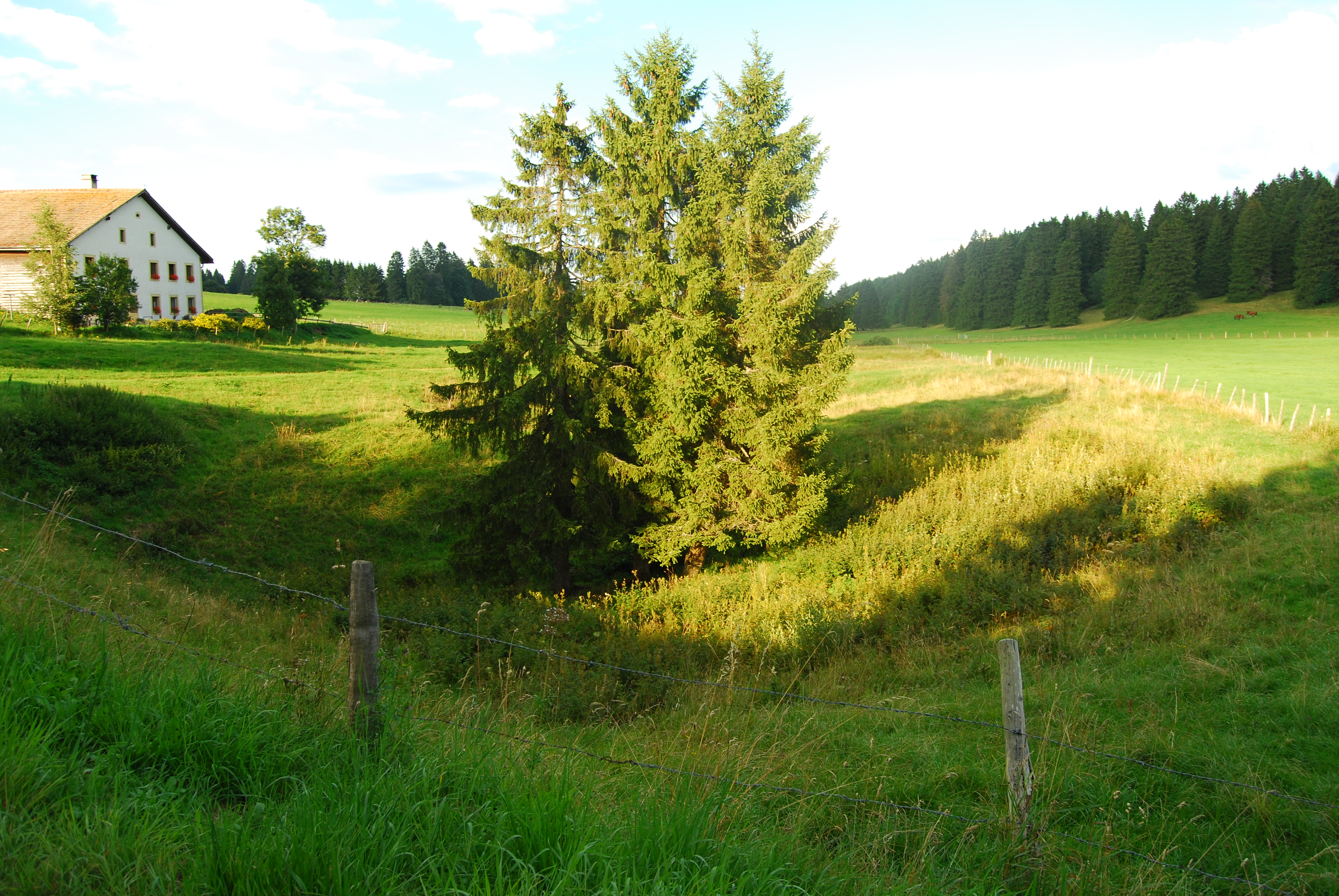
Doline bei Pré-Petitjean

## Persönlichkeiten
- Roger-Émile Aubry CSsR (1923–2010), Bischofsvikar von Reyes in Bolivien